# ケープエアー
ケープエアー(CapeAir)とは、アメリカ合衆国マサチューセッツ州を拠点とする航空会社である。

## 概要
主にアメリカ東海岸のリジョーナル路線やグアム・カリブの島間路線を自社便名やジェットブルーやコンチネンタル・コネクション、アメリカン航空便名として運航している。またグループ会社に、ナンタケット島からハイアニス間を自社便名で運航しているナンタケットエアラインズがある。

## 主な保有機材

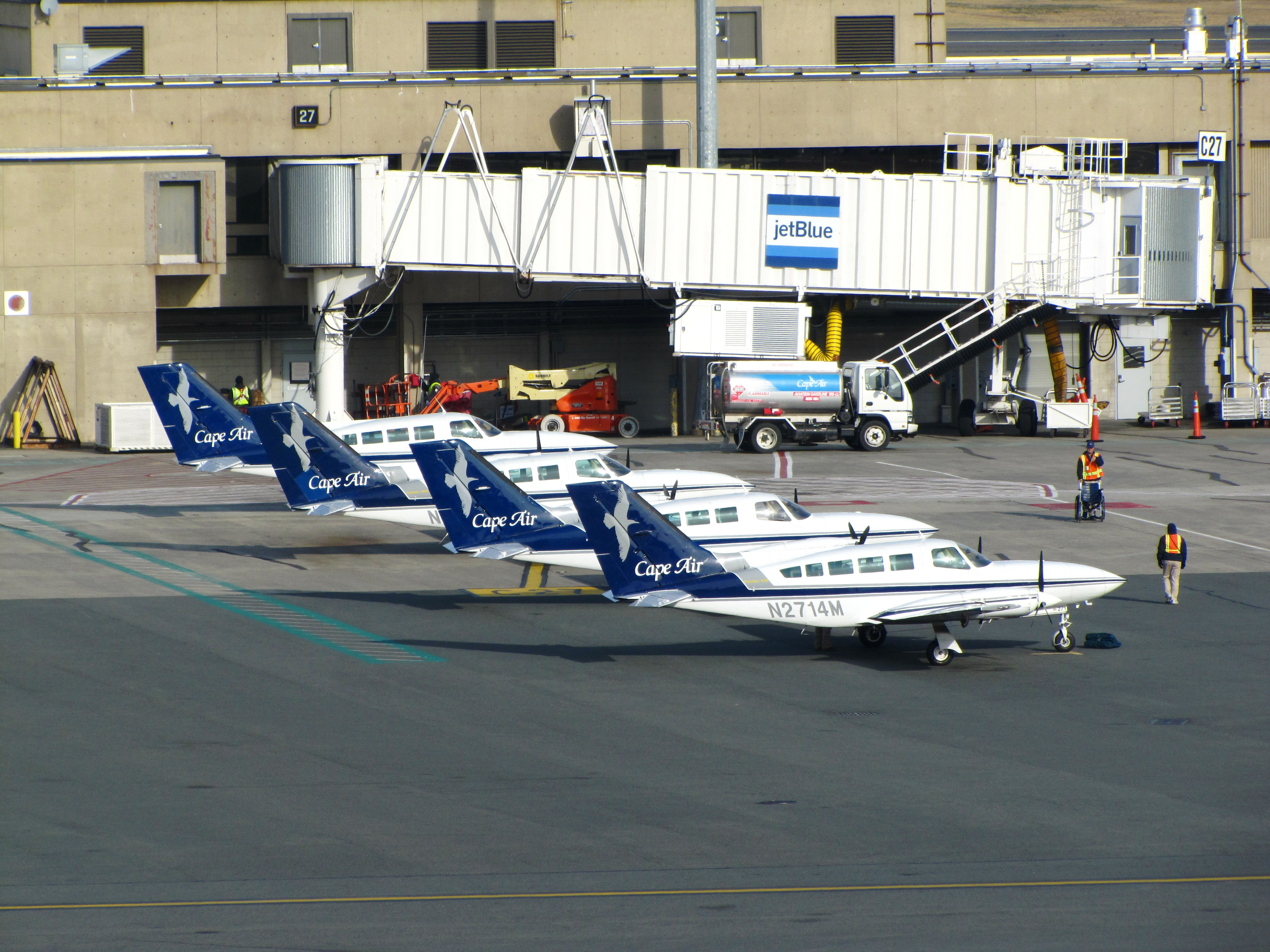
駐機するセスナ402

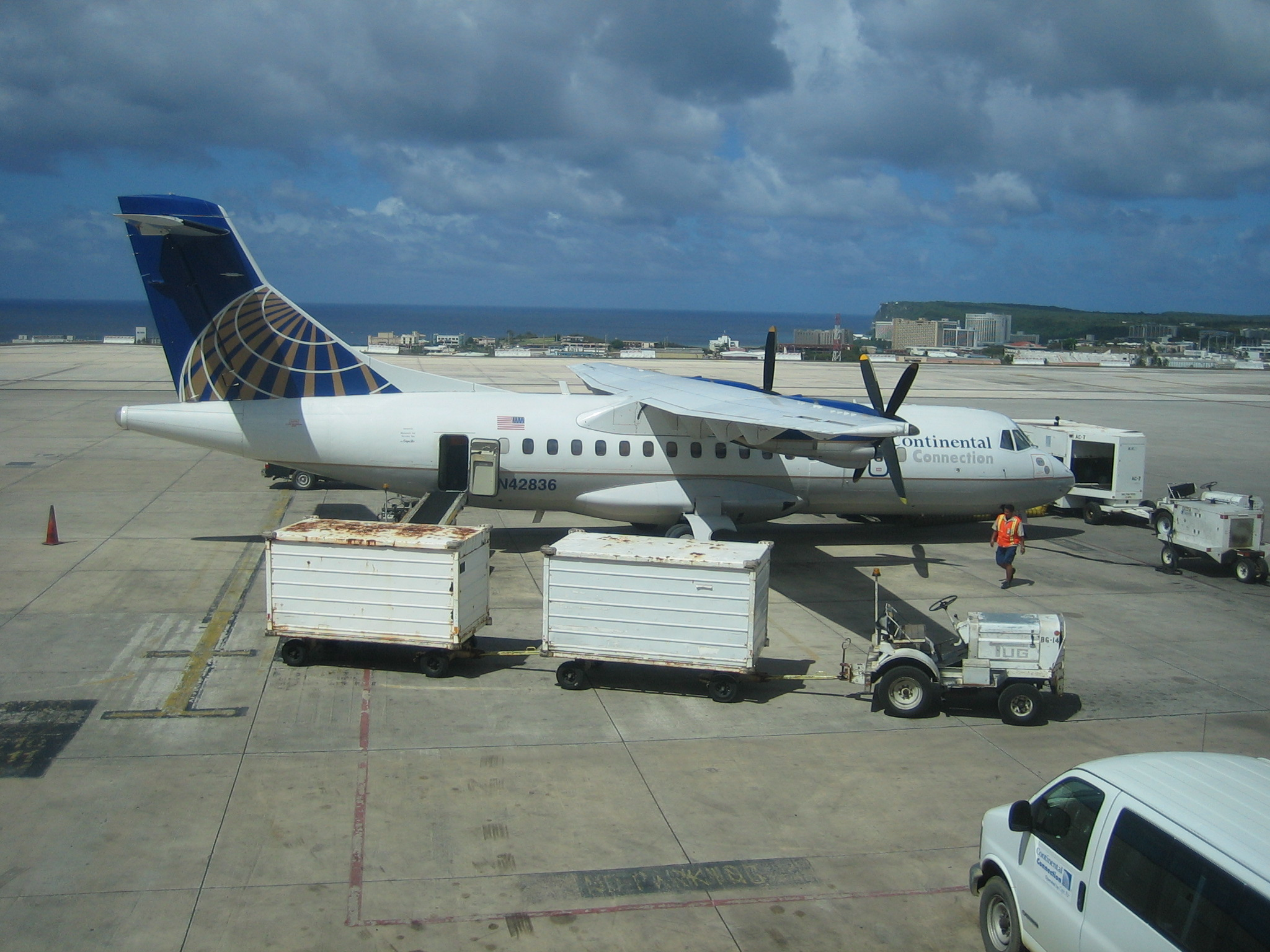
ATR42

## 主な就航地
- ハイアニス (マサチューセッツ州)メインハブ空港
- ボストン・ローガン空港（マサチューセッツ州）ハブ空港
- ナンタケット島（マサチューセッツ州）　一部ナンタケットエアラインズによる運航
- プロビンスタウン (マサチューセッツ州)
- ランバート・セントルイス国際空港（ミズーリ州）
- マリオン（イリノイ州）
- タンパ（フロリダ州）
- キーウエスト（フロリダ州）
- グアム（アメリカ領）
- サイパン（アメリカ領）
- カリブ諸島各地

## ナンタケットエアラインズ
ナンタケットエアラインズは、ケープエアーのグループ会社でナンタケット島とハイアニスを結ぶ路線を運航している。毎日13〜15便をセスナ機で運航しており、フェリーとともにナンタケット島と本土とのアクセスの一翼を担っている。